# Мы ждём вас с победой
«Мы ждём вас с победой» — первый военный советский фильм-концерт киностудии Мосфильм. Премьера в СССР: 30 сентября 1941 года. Режиссёры: Александр Медведкин, Илья Трауберг.

## Описание
Фильм-концерт, номера которого связаны нехитрой сюжетной линией. 
В фильме исполняются песни: «Священная война», «Прощальная» (муз. Т. Хренникова на слова Ф. Кравченко ), «Иди любимый», «На заре на зорюшке», «Оборонные частушки» и др.
Песня «До свиданья, города и хаты…», музыка В. Захарова (позже она станет популярной с музыкой Матвея Блантера) на стихи М. Исаковского, в фильме звучит в исполнении артистов хора имени Пятницкого.

## Съёмки
Для части съемок были использованы декорации фильма «Свинарка и пастух».

Помню, мы снимались в киносборнике «Мы ждем вас с победой», а в свободное время рыли траншеи и, когда был налёт, прятались в них. ... Однажды, когда начался налёт, мы вместе с Борисом Чирковым прямо со съемочной площадки побежали в траншею. Прятались, стараясь не испортить грим, чтобы потом, не теряя времени, сразу стать в кадр. Помню, что я была рядом с Еленой Кузьминой. У меня постоянно была одна мысль: если убьют, то ладно, а если нет, то я должна хорошо выглядеть. К началу съёмки я не имела права быть не в форме, усталой.— Лидия Николаевна Смирнова

## Песня «Священная война» в фильме
Как указывает музыковед Ю. Е. Бирюков — фильм-концерт стал первой записью песни «Священная война». Впервые текст песни был опубликован 24 июня 1941 года в центральных в газетах «Известия» и «Красная звезда», затем к ней написана музыка. Впервые исполнена 26 июня 1941 года на Белорусском вокзале группой Краснознамённого ансамбля красноармейской песни и пляски СССР. И 30 сентября 1941 года песня прозвучала в фильме-концерте.
Песня исполнена в фильме-концерте в исполнении группы Краснознамённого ансамбля красноармейской песни и пляски СССР.
Интересно, что звучащая в финале песня «Священная война» исполнена с первоначальным вариантом текста: «Отродью человечества / Сколотим крепкий гроб», тогда как в сопровождающих исполнение титрах с текстом песни для разучивания и подпевания зрителей уже исправлено на: «Отребью человечества…».

## В ролях
- Борис Чирков … кузнец
- Лидия Смирнова … колхозница
- Инна Фёдорова … Екатерина Ивановна, учительница
- Татьяна Говоркова … Хорошка
- Александра Данилова … девушка
- Галина Фролова … девушка
- Галина Водяницкая … девушка
- Вячеслав Гостинский … доброволец
- Надир Малишевский … доброволец
- Нина Петропавловская … исполнительница песен
- А. Е. Кузнецова … эпизод

## Участвуют
- Государственный русский народный хор им. Пятницкого п/р Владимира Захарова и Петра Казьмина;
- Краснознамённый ансамбль красноармейской песни и пляски СССР п/р Александра Александрова;
- Государственный ансамбль народных танцев СССР п/р Игоря Моисеева

## Съёмочная группа
- Режиссёры: Александр Медведкин, Илья Трауберг
- Сценарист: Александр Медведкин
- Операторы: Константин Кузнецов, Тимофей Лебешев
- Художник: Владимир Баллюзек
- Композитор: Тихон Хренников (№ 6), Александр Александров (№ 10, нет в титрах), остальные не указаны
- Тексты песен: Василий Лебедев-Кумач (№ 10), Михаил Исаковский (№ 9), Фёдор Кравченко (№ 6), Андрей Малышко

## Критика
Первый военный фильм-концерт. Он назывался «Мы ждём вас с победой». Позднее подобные фильмы-концерты стали значительной частью военного кинорепертуара. Они сочетали в себе злободневные и традиционные номера — художественное чтение, пение, танцы, отрывки из драматических спектаклей.— Искусство кино, 1979